# Перебродье
Перебродье (бел. Перабро́ддзе) — деревня в Миорском районе Витебской области Белоруссии. Административный центр Перебродского сельсовета. Население — 154 человека (2019).

## География
Деревня находится в 15 км к западу от Миор. Через Перебродье проходит автодорога Р14 Полоцк — Браслав на участке Миоры — Иказнь.
Ближайшая железнодорожная станция Миоры (в Миорах).

### Гидрография
Перебродье расположено на узком перешейке между озёрами Обстерно и Нобисто (принадлежат бассейну реки Вята). Озёра соединяет короткая протока длиной в несколько сот метров на северной окраине деревни. В деревне мост автодороги над протокой между озёрами. Восточнее Перебродья лежат обширные заболоченные участки, известные как «болото Мох», на территории которых образован гидрологический заказник Болото Мох.

## Геральдика
Указом Президента Республики Беларусь № 277 от 2 июня 2009 года утверждены герб и флаг деревни Перебродье.

## История
Перебродье — старинное рыбацкое поселение между двумя озёрами. В письме Сигизмунда Августа от 22 февраля 1571 года, где Перебродье именуется городом. Существует подтверждение 1792 года об обладании Перебродьем Магдебургским правом.
Несмотря на права, дарованные местечку, оно развивалось медленно. В 1790 году здесь насчитывалось 23 дома и чуть более 160 жителей. В 1782 году владелец Перебродья Ю. Косковский построил деревянную униатскую церковь святого Юрия (не сохранилась), при ней существовала школа с 38 учениками.
В результате второго раздела Речи Посполитой (1793) Перебродье оказалось в составе Российской империи. В XIX Сенат подтвердил городские права поселения. В середине 60-х годов XIX века здесь насчитывалось 294 жителя, в 1882 году 350 жителей, в это время Перебродье являлось волостным центром.
В 1905 году в Перебродской волости Дисненского уезда Виленской губернии.
В 1911 году закончено строительство деревянной православной церкви св. Георгия.
По Рижскому мирному договору (1921 года) Перебродье попало в состав межвоенной Польской Республики, где входило в Браславский повет Виленского воеводства. В 1933 году построен деревянный костёл Сердца Иисуса. С 1939 г. Перебродье в составе БССР, статус понижен до деревни. Центр сельсовета и колхоза.

## Население
- 2009 год — 233 жителя[5]

## Культура
- Музейный уголок «Мацейкавы рамёствы»

## Достопримечательности
- Деревянная православная Георгиевская церковь (1911)[6].
- Деревянный католический храм Сердца Иисуса (1933)[7].
- Каменные кресты.
- Перебродский валун-следовик. Расположен в 0,75 км от северной оконечности д. Перебродье.
- Волчья Гора — высшая точка Браславской гряды —210,9 м над уровнем моря. Является также наивысшей точкой Миорского района. Расположен в 6 км на северо-запад от д. Перебродье[8].
- Рядом расположен гидрологический заказник «Болото Мох».

## Галерея

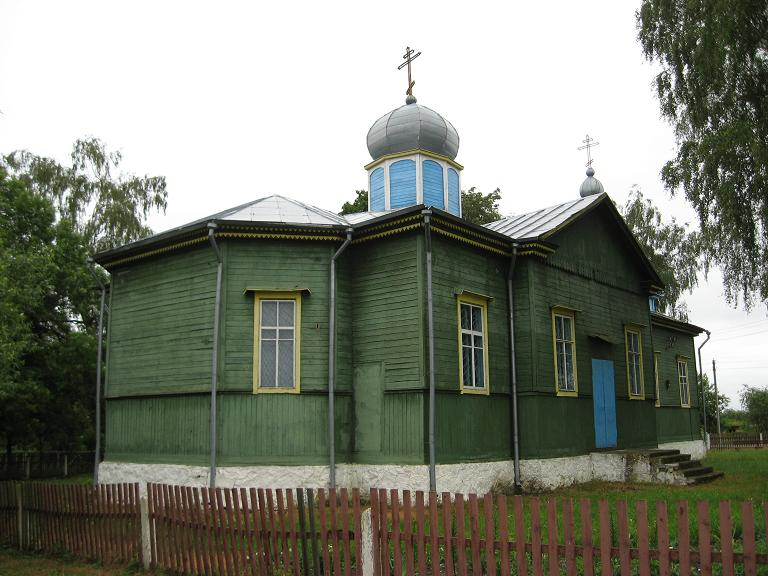
Деревянная православная Георгиевская церковь
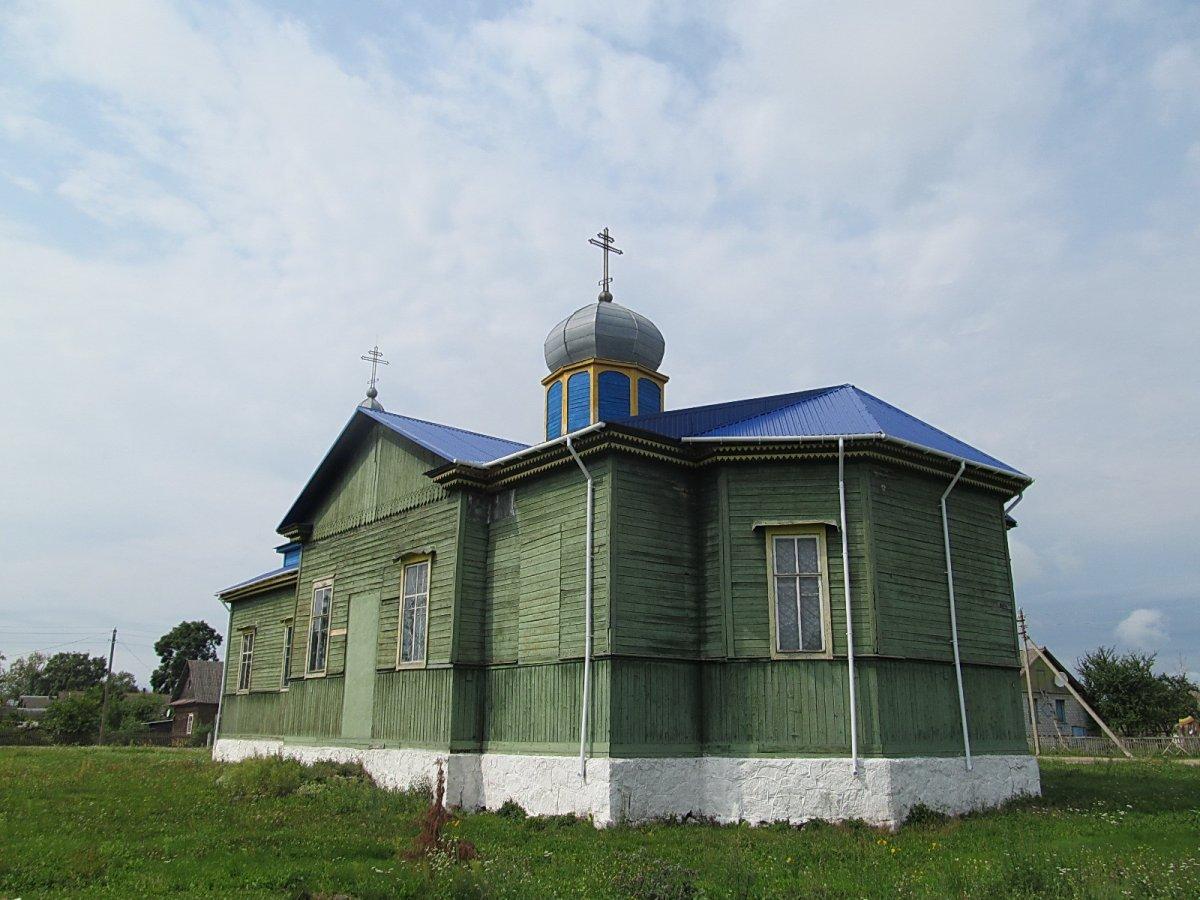
Деревянная православная Георгиевская церковь
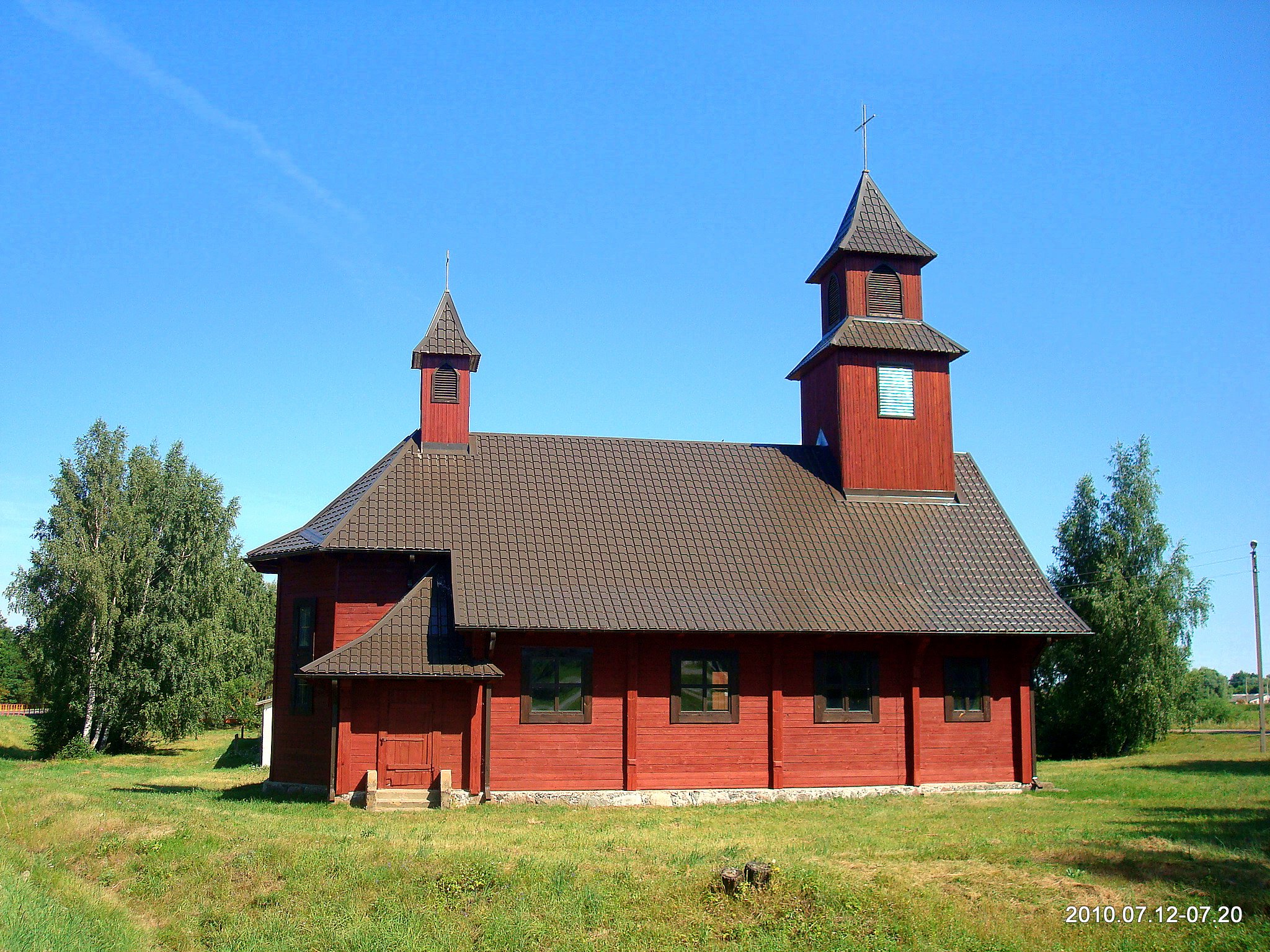
Деревянный католический храм Сердца Иисуса
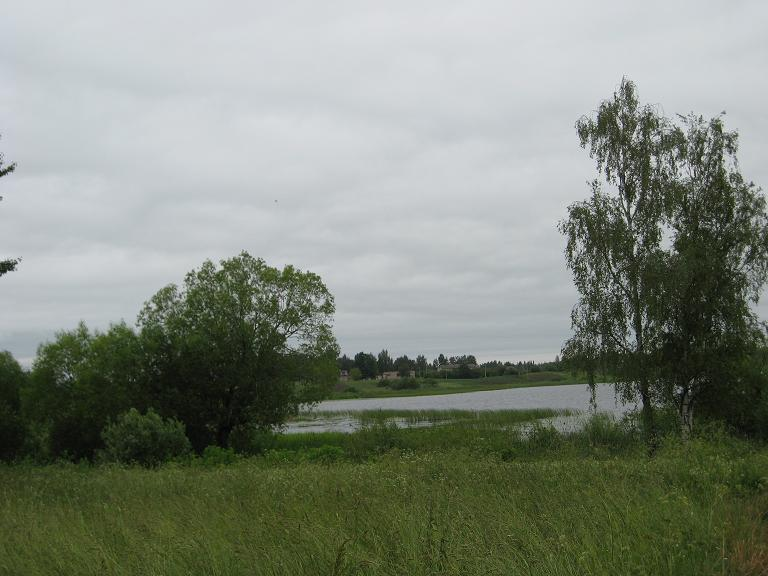
Обстерно